# Kämärä
Kämärä är en sjö i kommunen Leppävirta i landskapet Norra Savolax i Finland. Den är 11,5 meter djup. Arean är 45 hektar och strandlinjen är 5,97 kilometer lång. Sjön  ingår i Vuoksens huvudavrinningsområde.   Den ligger omkring 37 kilometer sydöst om Kuopio och omkring 320 kilometer nordöst om Helsingfors. 
I sjön finns ön Verkkosaari. 